# Янсдорф
Янсдорф (нім. Jahnsdorf) — громада в Німеччині, розташована в землі Саксонія. Входить до складу району Рудні Гори.
Площа — 26,10 км2. Населення становить 5450 ос. (станом на 31 грудня 2020).